# Mount Worthington
Mount Worthington är ett berg i Kanada.   Det ligger i provinserna Alberta och British Columbia, i den västra delen av landet, 3 000 km väster om huvudstaden Ottawa. Toppen på Mount Worthington är 2 915 meter över havet, eller 435 meter över den omgivande terrängen. Bredden vid basen är 8,7 km.
Terrängen runt Mount Worthington är bergig västerut, men österut är den kuperad.Trakten runt Mount Worthington är nära nog obefolkad, med mindre än två invånare per kvadratkilometer.. Det finns inga samhällen i närheten. 
Trakten runt Mount Worthington består i huvudsak av gräsmarker.